# (314082) Дриопа
(314082) Дриопа (лат. Dryope, др.-греч. Δρυόπη) — это околоземный астероид из группы аполлонов, характеризующийся сильно вытянутой орбитой, из-за которой в процессе своего движения вокруг Солнца он пересекает орбиты всех четырёх планет земной группы от Меркурия до Марса. Он был открыт 6 февраля 2005 года американскими астрономами Эриком Эльстом и Анри Дебеонем в обсерватории Уккел и назван в честь Дриопы, персонажа древнегреческой мифологии. 

Орбита астероида Дриопа и его положение в Солнечной системе
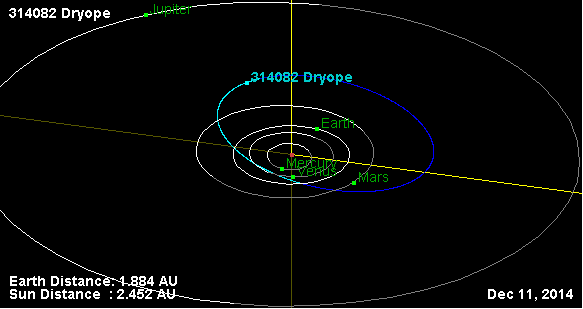
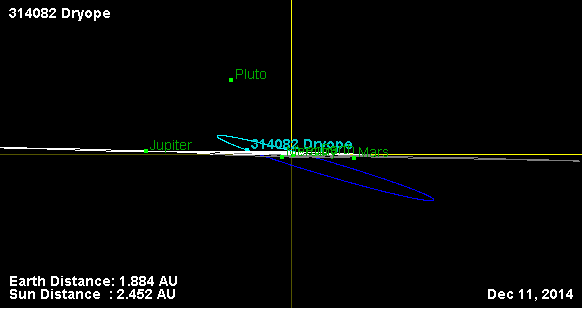
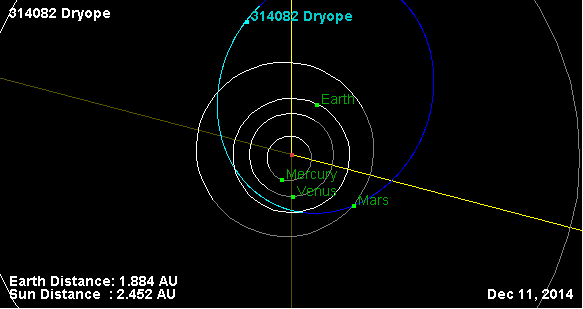